# Lilia Armas Castro
Lilia Doroty Armas Castro (Mercedes, 12 de setiembre de 1926 - 2017) fue una maestra, profesora de música y escritora uruguaya.

## Biografía
Su familia estuvo vinculada a distintas disciplinas artísticas. Su padre, Alfredo Armas fue un integrante reconocido de la Banda Municipal de Mercedes desde la década de 1930, mientras que su hermano Wilson Armas Castro fue escritor y director de teatro y su hermana Lidia Armas Castro, fue fotógrafa y también docente. Asimismo Lilia fue prima del investigador y artista plástico Wilde Marotta.
En el desaparecido Liceo “Nuestra Señora del Huerto”, Lilia fue maestra y profesora, y también se desempeñó como directora de coros de secundaria, profesora de piano y solfeo y profesora de arte. Fue la directora de distintas agrupaciones corales y colaboradora con varios músicos de su departamento natal. También publicó textos en varios medios de prensa local como el diario Acción, Tiempo de Dolores, y el diario Crónicas. También desarrolló un trabajo de investigación sobre los músicos de Mercedes, el cual fue publicado en el Álbum Revista del Bicentenario, y un estudio que pretendía recopilar información sobre los artistas plásticos del departamento, que pero a su muerte quedó inédito.
Publicó tres libros que se concentraron en el músico José Segú, el maestro Alfredo Magliacca y la escuela rural Asencio, y realizó algunas composiciones musicales.

## Obra
- Maestro músico José Segú (2004)
- Alfredo Magliacca, educador musical del  pueblo (2005)
- Escuela hogar rural Asencio, 12 años de su existencia (2007)